# Violet Kostanda Duca
Violet Kostanda o Violet Kostanda Duca (Istanbul, 26 de gener de 1958) és una exjugadora de voleibol turca i després manager dels equips BJK (2006-8) i Fenerbahçe SK (2008-15). Ha estat seleccionada a la selecció nacional de voleibol femenina de Turquia 120 vegades fins al 1986.
D'origen Rum, Violet Kostanda és filla de Hristo Kostanda, un jugador de futbol de BJK i germana de Lidya Kostanda (†1972), jugadora de voleibol de l'Eczacıbaşı SK. Violet Kostanda ha jugat, com la seva germana gran, a l'Eczacıbaşı, entre 1972 i 1986 i ha participat en els èxits de l'Eczacıbaşı 14 vegades com a campió de Turquia i l'any 1980 en el segon lloc en la Copa de Campions d'Europa.
Ha estat casada amb Paulo Duca, des de 1983 fins a la seva mort el 1995. Té una filla, Cristiana.